# Daniel Wallace
Daniel Wallace (Edinburgh, 14 april 1993) is een Britse zwemmer. Hij vertegenwoordigde zijn vaderland op de Olympische Zomerspelen 2016 in Rio de Janeiro.

## Carrière
Bij zijn internationale debuut, op de wereldkampioenschappen zwemmen 2013 in Barcelona, eindigde Wallace als zevende op de 400 meter wisselslag.
Tijdens de Gemenebestspelen 2014 in Glasgow veroverde hij de gouden medaille op de 400 meter wisselslag en de zilveren medaille op de 200 meter wisselslag, daarnaast eindigde hij als vijfde op de 400 meter vrije slag. Samen met Stephen Milne, Duncan Scott en Robert Renwick sleepte hij de zilveren medaille in de wacht op de 4x200 meter vrije slag.
Op de wereldkampioenschappen zwemmen 2015 in Kazan eindigde Wallace als vierde op de 200 meter wisselslag en als zesde op de 400 meter wisselslag. Op de 4x200 meter vrije slag werd hij samen met Robert Renwick, Calum Jarvis en James Guy wereldkampioen.
In Londen nam de Brit deel aan de Europese kampioenschappen zwemmen 2016. Op dit toernooi eindigde hij als achtste op de 200 meter wisselslag, op de 400 meter wisselslag strandde hij in de series. Samen met Stephen Milne, Ieuan Lloyd en Duncan Scott zwom hij in de series van de 4x200 meter vrije slag, in de finale eindigden Milne en Scott samen met Robert Renwick en James Guy op de zesde plaats. Tijdens de Olympische Zomerspelen van 2016 in Rio de Janeiro eindigde Wallace als achtste op de 200 meter wisselslag. Op de 4x200 meter vrije slag legde hij samen met Stephen Milne, Duncan Scott en James Guy beslag op de zilveren medaille.

## Internationale toernooien
| Jaar | Olympische Spelen                      | WK langebaan                                                | WK kortebaan  | EK langebaan                                                                             | EK kortebaan  | Gemenebestspelen                                                           |
| ---- | -------------------------------------- | ----------------------------------------------------------- | ------------- | ---------------------------------------------------------------------------------------- | ------------- | -------------------------------------------------------------------------- |
| 2013 |                                        | 7e 400m wisselslag                                          |               |                                                                                          | geen deelname |                                                                            |
| 2014 |                                        |                                                             | geen deelname | geen deelname                                                                            |               | 5e 400m vrije slag · 200m wisselslag · 400m wisselslag · 4x200m vrije slag |
| 2015 |                                        | 4e 200m wisselslag · 6e 400m wisselslag · 4x200m vrije slag |               |                                                                                          | geen deelname |                                                                            |
| 2016 | 8e 200m wisselslag · 4x200m vrije slag |                                                             | 6-11 december | 8e 200m wisselslag 21e 400m wisselslag 6e 4x200m vrije slag Wallace zwom enkel de series |               |                                                                            |

## Persoonlijke records
Bijgewerkt tot en met 12 december 2015
Kortebaan
| Afstand         | Tijd    | Datum            | Plaats       |
| --------------- | ------- | ---------------- | ------------ |
| 200m vrije slag | 1.44,95 | 12 december 2015 | Indianapolis |
| 400m vrije slag | 3.47,08 | 14 december 2012 | Edinburgh    |
| 200m wisselslag | 1.55,18 | 12 december 2015 | Indianapolis |
| 400m wisselslag | 4.04,10 | 11 december 2015 | Indianpolis  |

Langebaan
| Afstand         | Tijd    | Datum           | Plaats  |
| --------------- | ------- | --------------- | ------- |
| 200m vrije slag | 1.47,04 | 7 augustus 2015 | Kazan   |
| 400m vrije slag | 3.46,11 | 24 juli 2014    | Glasgow |
| 200m wisselslag | 1.57,59 | 6 augustus 2015 | Kazan   |
| 400m wisselslag | 4.11,04 | 25 juli 2014    | Glasgow |